# Атака пауков
Атака пауков (англ. Eight Legged Freaks) — американский (также при некотором участии Австралии и Германии) комедийный фильм ужасов 2002 года режиссёра Эллори Элкайема. Слоган фильма: «Ненавидите пауков? Они вас тоже не любят!»
Фильм получил смешанные отзывы кинокритиков: на Rotten Tomatoes он имеет рейтинг одобрения 47 %.

## Сюжет
В тихом шахтерском городке Просперити (Процветание) в штате Аризона происходит несчастный случай: на его окраине разливается бочка с токсичными отходами. В тех местах регулярно гуляет Джошуа — местный коллекционер экзотичных пауков. Он встречает Майка — сына местного шерифа, которому хвастается своей ядовитой коллекцией. После ухода Майка Джошуа кормит своих питомцев подобранной там отравленной пищей, и вскоре пауки убивают своего хозяина, значительно увеличившись в размерах.
Тем временем в городском торговом центре под руководством мэра готовится собрание, посвящённое дальнейшей судьбе их городка, их заброшенных золотоносных шахт.
У горожан начинают пропадать домашние животные и скот. Местный энтузиаст-уфолог Гарлан утверждает, что всему виной пришельцы, но ему никто не верит. Майк, обуянный подозрениями, возвращается к ферме Джошуа, где находит его труп, пустые банки без пауков, дом, покрытый гигантской паутиной. Майк рассказывает своему взрослому приятелю Крису, что видел гигантскую паучью тень в старой шахте, и даже приносит доказательство: огромную паучью лапу, найденную им там, но Крис не верит в гигантских паукообразных.
Тем временем в шахты проникают искатели, верящие в золото, лежащее там. Пауки, облюбовавшие шахты себе, как убежище, нападают на них и вскоре понимают связь между подземными колодцами и близлежащим городком. Пауки входят в Просперити и начинают хватать его жителей.
Шериф Сэм организует паукам вооружённое сопротивление, вызывает по радио подмогу, а жителей эвакуирует в торговый центр. Вскоре пауки проникают в здание, тогда люди укрываются в подвале. Тем временем Крис отправляется в шахты, чтобы найти похищенную пауками свою тётю Глэдис, находит и её, и золото, которое безуспешно искал его покойный отец много лет подряд. Однако шахту охраняет королева пауков Консуэла, с которой Крису приходится вступить в бой. Крис и Глэдис спасаются на мотоцикле, взорвав напоследок заброшенные шахты.
Наконец, прибывает вызванная подмога, но никто не верит в гигантских пауков. Спустя некоторое время шахты по добыче золота вновь начинают работу.

## В ролях
| Актёр              | Роль                             |
| ------------------ | -------------------------------- |
| Дэвид Аркетт       | Крис Маккормик                   |
| Кэри Вюрер         | шериф Саманта Паркер             |
| Дуглас Боурн       | уфолог Гарлан Гриффитс           |
| Скарлетт Йоханссон | Эшли Паркер                      |
| Скотт Терра        | Майк Паркер                      |
| Том Нунен          | Джошуа Тафт (в титрах не указан) |
| Рик Овертон        | Пит Уильямс                      |
| Леон Риппи         | Уэйд (мэр Просперити)            |
| Мэтт Зукри         | Брет                             |
| Айлин Райан        | тётя Глэдис                      |
| Фрэнк Уэлкер       | королева пауков Консуэла         |

Пауки
- Пауки-кругопряды
- Пауки-скакуны
- Пауки-плеваки
- Пауки-птицееды (в том числе мексиканский красноколенный паук-птицеед, терафоза Блонда, Theraphosa blondi и розовоногий Голиаф)
- Ctenizidae
- Atracidae[англ.]

## Факты
- Рабочими названиями фильма были Arach Attack и Arac Attack (именно под такими названиями лента вышла в мировой прокат, кроме США)[3]. Однако начавшаяся война в Ираке (Iraq Attack) вынудила создателей поменять название, чтобы избежать ненужной созвучности. В новом названии допущена пунктуационная ошибка: пропущен дефис. Грамматически верное написание — Eight-Legged Freaks (рус. восьмилапые уроды), а без дефиса смысл этих слов может восприниматься как «восемь уродов с лапами».

## Премьерный показ в разных странах
- Швейцария — 30 мая 2002 (только в Цюрихе)
- США — 16 июля 2002
- Греция, Малайзия — 19 июля 2002
- Тайвань — 26 июля 2002
- Германия — 27 июля 2002 (Фестиваль кинофантастики в Мюнхене); 15 августа 2002 (широкий экран)
- Бельгия, Франция — 31 июля 2002
- Филиппины — 7 августа 2002
- Испания, Исландия, Великобритания — 9 августа 2002
- Австрия, Нидерланды — 15 августа 2002
- Финляндия, Мексика — 16 августа 2002
- Кипр, Индия, ЮАР — 23 августа 2002
- Чехия — 29 августа 2002
- Италия, Южная Корея — 30 августа 2002
- Турция — 6 сентября 2002
- Гонконг — 12 сентября 2002
- Дания, Швеция — 13 сентября 2002
- Новая Зеландия — 19 сентября 2002
- Австралия — 26 сентября 2002
- Египет — 16 октября 2002
- Эстония — 18 октября 2002
- Норвегия — 20 октября 2002 (Международный кинофестиваль в Бергене); 29 января 2003 (выпуск на видео)
- Япония — 26 октября 2002 (Международный фестиваль кинофантастики в Токио); 14 декабря 2002 (широкий экран, только в Токио)
- Россия — 31 октября 2002
- Венгрия — 7 ноября 2002
- Польша — 8 ноября 2002
- Кувейт — 11 декабря 2002
- Аргентина — 5 февраля 2003 (выпуск на видео)

## Критика
Фильм получил преимущественно смешанные отзывы.
В настоящее время, картина имеет рейтинг одобрения 47 % на сайте Rotten Tomatoes, на основании 144 рецензий критиков, со средним рейтингом 5,4 из 10. Критический консенсус сайта гласит: «Это выражение уважения к фильмам 50-х годов. У фильма многообещающая первая половина, но на второй заканчиваются идеи».
На сайте Metacritic фильм набрал 53 балла из 100, на основе 32 обзоров.
Зрители, опрошенные CinemaScore, дали фильму средний балл «B-» по шкале от A + до F.